# Pecadora (canción)
«Pecadora» es el segundo sencillo promocional del séptimo álbum de estudio Pecados y milagros de la cantante mexicana Lila Downs. Salió oficialmente el 21 de noviembre de 2011. Ésta pieza fue interpretada en algunos conciertos del Pecados y Milagros World Tour, así como en las galas de los premios Lunas del Auditorio 2011 en la Ciudad de México en octubre. La canción logró buena aceptación en iTunes, y se puso en los 10 primeros lugares de descargas en casi 24 horas desde su lanzamiento; en México ya había alcanzado la posición número 10 en las radios locales sin ser un sencillo oficial. El tema se lanzó el 21 de noviembre de 2011 en la estación de radio Los 40 Principales y es uno de los mejores según los fanes y los críticos que estuvieron atentos al álbum.

## Ritmo y letra
El ritmo comienza con un verso a capela y luego viene acompañado por sonidos de trompetas, saxofones, acordeones, percusiones, baterías, bajo eléctrico y guitarras, entre otros. La letra habla de una esposa que es infiel y es sorprendida por su pareja, pero este, al darse cuenta del engaño, le confiesa a su mujer que también tiene una amante. Al saber ambos de su traición deciden perdonarse, y arrepentidos por haber cometido el pecado de la sed carnal del cuerpo, terminan viviendo juntos y amándose. En esta canción, Downs contó con la colaboración de la banda de hip-hop argentina Illya Kuryaki and the Valderramas."Pecadora" inspirada en una historia de desamor.[cita requerida]

## Posicionamiento en las listas
| Argentina      | Top 100 Argentina              | 31 |
| Colombia       | Colombia Top Singles           | 10 |
| Corea del Sur  | South Korean Gaon Chart        | 40 |
| Costa Rica     | Los 40 Principales             | 18 |
| España         | Los 40 Principales             | 9  |
| Estados Unidos | US Billboard World Music Songs | 8  |
| México         | Monitor Latino                 | 10 |

La canción no es un bodrio

## Enlaces
- Portal:Lila Downs. Contenido relacionado con Lila Downs.

- Datos: Q9057244